# Azizova mešita
Azizova mešita se nachází v Šamacu.
Svůj název má podle osmanského sultána Abdülazize (bosensky Abd-ul-Azize). Vznikla v roce 1866, současný název mod roku 1878. Až do války v 90. letech byla jednou z nejstarších staveb ve městě; poté však byla zničena srbskými silami, které ve válečných časech město obsadily. Sdílela tak osud až 1500 dalších mešit, které ve válce zničili Srbové a Chorvati. Od roku 2004 byla plánována obnova mešity podle předválečných plánů a na původním místě a na konci roku 2006 byla stavba dokončena.